# Богојављенска црква (Бања Лука)
Богојављенски храм је православни храм у Бањој Луци, посвећен празнику Богојављења.

## О Храму
Освећени темељи Богојављенског храм поред Кастела – Бања Лука, 10. септембра 2006. године, а парохијски храм Богојављења Господњег у Бањој Луци – Центар,
18. септембра 2011. године.